# Arich
Die Arich oder Arisch (persisch ارش, DMG Araš) war ein persisches Längenmaß und entsprach der Elle.
- 1 Arich = 431 Pariser Linien = 972 Millimeter[2]
- 1 Arich = nach rheinischem Maß 6 Fuß plus 1 Zoll plus 2 Linien